# Intraducibilità
L’intraducibilità consiste nell'impossibilità di trovare un equivalente di un testo scritto o orale nella traduzione in un'altra lingua. Un testo è intraducibile quando è difficile giungere a una cosiddetta traduzione perfetta, perché contiene concetti e parole talmente interconnessi da rendere impossibile la loro traduzione. Un testo considerato intraducibile rappresenta una lacuna o un vuoto lessicale. Alcuni ritengono che ogni lingua porti con sé nozioni e concetti strettamente legati alla cultura e all'identità nazionale. 
Il traduttore può comunque ricorrere a diverse strategie traduttive per colmare eventuali vuoti lessicali e, di conseguenza, evitare eccessivi problemi in termini di "relatività linguistica". Le strategie traduttive, ovvero i metodi che mirano a risolvere determinati problemi di traduzione, permettono quasi sempre di tradurre il significato di un testo o di una parola, anche quando non dovesse esistere un equivalente esatto nella lingua di arrivo.
Sostenendo che l’intraducibilità è spesso addotta dalle nazioni come prova del genio nazionale James Brian Baer cita Alexandra Jaffe a sostegno della sua ipotesi, la quale afferma che quando i traduttori parlano di intraducibilità, spesso contribuiscono a diffondere l’idea che ogni lingua abbia un proprio genio, un'essenza che la distingue in modo naturale dalle altre lingue e che riflette lo spirito della sua cultura e del suo popolo.

## Teorie
La scuola di pensiero di cui Walter Benjamin è il massimo esponente mette in relazione il concetto di “sacralità” con la traduzione di un testo, che viene considerato intraducibile a causa dell'inscindibilità di significato e significante. Il concetto di sacralità trae origine dall’idea secondo cui la traduzione dovrebbe riuscire a rimanere perfettamente aderente al testo originale. Questa teoria evidenzia la natura paradossale della traduzione che, in quanto processo, diventa contemporaneamente necessaria ed impossibile. Ciò è stato dimostrato dall’analisi di Jacques Derrida sul mito di Babele, nome che implica confusione ma che è, allo stesso tempo, uno dei diversi modi per riferirsi a Dio. Derrida affermava infatti che, nel condannare il mondo a parlare molteplici lingue, Dio aveva creato il paradosso del bisogno e dell’impossibilità della traduzione.
Lo stesso Derrida propose una propria idea di intraducibilità, affermando in alcuni dei suoi primi lavori quali La scrittura e la differenza e Margini della Filosofia che vi è un eccesso di significati intraducibili in letteratura e che questi non possono essere ridotti all’utilizzo di sistemi chiusi o di un’economia ristretta nella quale “non c’è nulla che non possa essere reso sensato”.
Per Brian James Baer, poiché le nazioni spesso ritengono che l’intraducibilità sia prova del genio nazionale, un testo letterario che può essere facilmente tradotto probabilmente mancherà di originalità, mentre le traduzioni potranno unicamente essere considerate imitazioni. Baer, citando Jean-Jacques Rousseau, definisce il vero genio come ciò che crea tutto dal nulla. Parafrasando un’affermazione di Robert Frost riguardo alla poesia (“La poesia è tutto ciò che si smarrisce nella traduzione”), Baer afferma che tutto ciò che va perduto nel processo traduttivo può essere definito identità nazionale.
Spesso ci si riferisce ad un testo o ad un'espressione considerata “intraducibile” con il termine di lacuna o vuoto lessicale. Ciò accade quando non esiste un perfetto equivalente di una parola o di una espressione appartenente alla lingua di partenza nella lingua di arrivo. Un traduttore può comunque ricorrere a diverse strategie traduttive per ovviare a questo problema. Da questo punto di vista l’intraducibilità o la difficoltà nel tradurre non creano eccessivi problemi di relatività linguistica; la denotazione può quasi sempre essere tradotta, sebbene possa richiedere l’utilizzo di perifrasi, mentre la connotazione può risultare difficile o impossibile da comunicare.

## Strategie traduttive
Le principali strategie utilizzabili in caso di lacune o vuoti lessicali nella lingua di destinazione sono le seguenti:

### Adattamento
L’adattamento, conosciuto anche come traduzione libera, è una strategia tramite la quale il traduttore sostituisce un termine legato culturalmente alla lingua del testo originale, dunque comprensibile solo ai parlanti della lingua di partenza, con un termine culturalmente legato alla lingua del testo di arrivo, comprensibile ai parlanti di quest’ultima. Ad esempio, nel fumetto belga Le avventure di Tintin, Milou, l’aiutante canino di Tintin, viene chiamato Snowy in inglese, Bobbie in olandese, Kuttus in bengali e Struppi in tedesco; anche i nomi dei due poliziotti, Dupont e Dupond, vengono tradotti diventando Thomson e Thompson in inglese, Jansen e Janssen in olandese, Jonson e Ronson in bengali, Schultze e Schulze in tedesco, Hernández e Fernández in spagnolo, 杜本 e 杜朋 (Dùběn e Dùpéng) in cinese, Dyupon e Dyuponn in russo e Skafti e Skapti in islandese. L’adattamento viene spesso utilizzato nelle traduzioni di poesie, testi teatrali e pubblicità.

### Prestito linguistico
Il prestito linguistico è una strategia traduttiva tramite la quale il traduttore utilizza nel testo d’arrivo un termine o un'espressione del testo di partenza lasciandola invariata.
Un prestito va scritto di norma in corsivo se non è considerato lemmatizzato (lemma linguistica) nella lingua d'arrivo.

### Calco linguistico
Il calco linguistico è una nuova parola della lingua d'arrivo creata sulla base della struttura della parola della lingua di partenza. Per esempio, la parola “grattacielo” è un calco morfologico dall'inglese skyscraper, dove grattare sta per to scrape e cielo sta per sky. Prima della creazione di questo termine, l'italiano non aveva una parola per indicare questo tipo di edifici metropolitani. La traduzione parola per parola può risultare comica, ma può rivelarsi un ottimo mezzo per conservare il più possibile lo stile originale, soprattutto quando il testo di partenza è ambiguo o indecifrabile per il traduttore.

### Parafrasi
La parafrasi, o perifrasi, è un procedimento di traduzione con il quale il traduttore sostituisce una parola del testo di partenza con un gruppo di parole, o con un’espressione, nella lingua d’arrivo. Un chiaro esempio di intraducibilità è dato dalla parola portoghese Saudade, che non ha un traducente preciso. Letteralmente significa “sentimento di nostalgico rimpianto, di malinconia, di gusto romantico della solitudine, accompagnato da un intenso desiderio di qualcosa di assente”. Un esempio simile è la parola rumena dor, traducibile all’italiano come “nostalgia o mancanza di qualcuno o qualcosa che non c’è più o che momentaneamente non può esserci”.
Un altro esempio di intraducibilità è rappresentato dalla parola olandese gezellig, che non ha un traducente preciso. Letteralmente significa “accogliente, divertente, gentile”, ma può anche indicare il tempo passato con le persone care, un incontro con un amico dopo tanto tempo o un senso di particolare affinità.